# دنیل یورتا

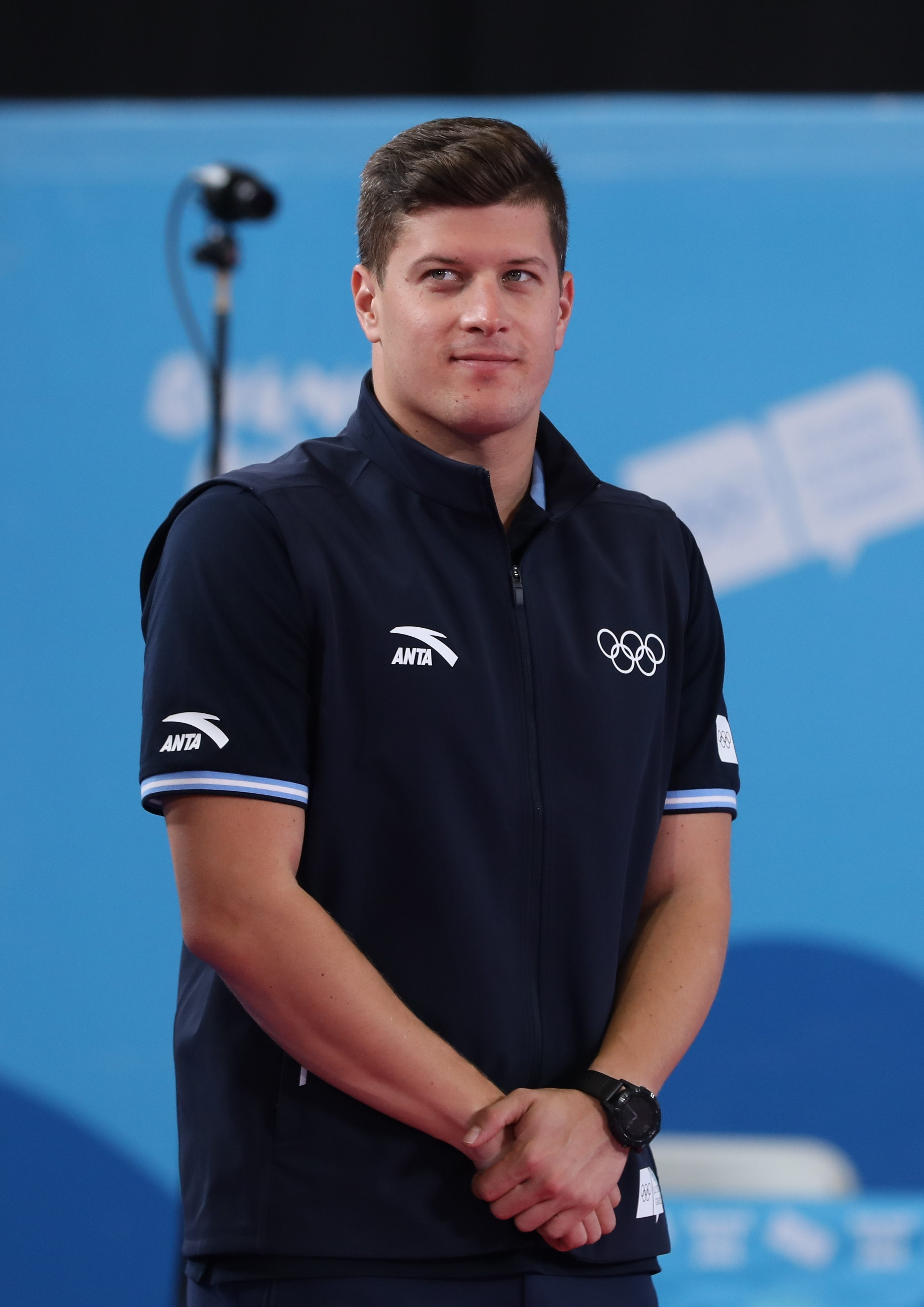
دنیل یورتا

دنیل یورتا (به انگلیسی: Dániel Gyurta) (زادهٔ ۴ مهٔ ۱۹۸۹) شناگر اهل مجارستان است.